# John Williams (motociclista)
John-Glyn Williams (Heswall, 27 de mayo de 1946-Dundrod, 12 de agosto de 1978) fue un piloto de motociclismo británico, que disputó el Campeonato del Mundo de Motociclismo desde 1968 hasta 1978. En su mayor parte, corrió como un 'privado' con un patrocinador personal, Gerald Brown. Williams murió en Irlanda del Norte, como consecuencia de un accidente cerca de Dundrod.

## Carrera
Williams comenzó a competir en 1966 y ganó la reunión de Stars of Tomorrow en Brands Hatch en 1968 en una Ducati 250 cc. Se convirtió en profesional en 1973 y ganó las clases de 250, 350 y 500 cc en el Gran Premio de Úlster de ese año, el primer piloto en ganar tres carreras de GP de Úlster en un solo día. En 1974 repitió este trío de victorias de clase en el North West 200. También corrió con Honda en eventos de resistencia como la Bol d'Or.
Su mejor temporada fue en 1975 cuando terminó en quinto lugar en el campeonato mundial de 500 cc en una motocicleta Yamaha. Williams ganó su única carrera por el campeonato mundial cuando derrotó a Barry Sheene en el Gran Premio de Bélgica de 1976. También parecía listo para la victoria en esos años Senior TT, estableciendo un nuevo récord de vuelta absoluta para el curso pero, después de haber liderado la carrera, se quedó sin gasolina a la vista de la bandera a cuadros, empujando su bicicleta a través de la línea para terminar séptimo. Williams fue nombrado Personalidad Deportiva del Año en 1976 por el Liverpool Echo.
Williams rechazó la oferta de un lugar en el equipo Texaco Heron Suzuki respaldado por la fábrica en 1977, prefiriendo competir como privateer, aunque las diferencias bien publicitadas entre él y Barry Sheene pueden haber sido una contribución factor. 
Fue cinco veces ganador de la carrera North West 200 en Irlanda del Norte y cuatro veces ganador en TT Isla de Man.
Williams ganó la carrera de 500 cc en 1978 Gran Premio del Úlster, pero murió a causa de las lesiones sufridas después de estrellarse en Wheeler's Corner en el evento inaugural TT de Fórmula 1 ese mismo día.

## Trofeo John Williams
El Trofeo John Williams es un premio anual en las TT Isla de Man. Se presenta al piloto que completa la vuelta más rápida en la Superbike TT race.

## Estadísticas
Sistema de puntuación desde 1950 hasta 1968:
| Posición | 1.º | 2.º | 3.º | 4.º | 5.º | 6.º |
| Puntos   | 8   | 6   | 4   | 3   | 2   | 1   |

Sistema de puntuación desde 1969 hasta 1987:
| Posición | 1.º | 2.º | 3.º | 4.º | 5.º | 6.º | 7.º | 8.º | 9.º | 10.º |
| Puntos   | 15  | 12  | 10  | 8   | 6   | 5   | 4   | 3   | 2   | 1    |

(Carreras en cursiva indica vuelta rápida)
| Año     | Clase | Moto      | 1       | 2       | 3       | 4       | 5       | 6       | 7       | 8       | 9      | 10      | 11      | 12      | 13      | Pts | Pos  |
| ------- | ----- | --------- | ------- | ------- | ------- | ------- | ------- | ------- | ------- | ------- | ------ | ------- | ------- | ------- | ------- | --- | ---- |
| 1968    | 500cc | Matchless | GER -   | ESP -   | IOM 11  | NED -   | BEL -   | DDR -   | CZE -   | FIN -   | ULS -  | NAT -   |         |         |         | 0   | –    |
| 1969    | 350cc | AJS       | ESP -   | GER -   |         | IOM 15  | NED -   |         | DDR -   | CZE -   | FIN -  | ULS -   | NAT -   | YUG -   |         | 0   | –    |
| 1969    | 500cc | Metisse   | ESP -   | GER -   | FRA -   | IOM Ret | NED -   | BEL -   | DDR -   | CZE -   | FIN -  | ULS 8   | NAT -   | YUG -   |         | 3   | 46.º |
| 1970    | 500cc | Matchless | GER -   | FRA -   | YUG -   | IOM 5   | NED -   | BEL -   | DDR -   |         | FIN -  | ULS 9   | NAT -   | ESP -   |         | 8   | 23.º |
| 1971    | 350cc | AJS       | AUT -   | GER -   | IOM 4   | NED -   |         | DDR -   | CZE -   | SWE -   | FIN -  | ULS 4   | NAT -   | ESP -   |         | 16  | 13.º |
| 1971    | 500cc | AJS       | AUT -   | GER -   | IOM Ret | NED -   | BEL -   | DDR -   |         | SWE -   | FIN -  | ULS Ret | NAT -   | ESP -   |         | 0   | –    |
| 1972    | 250cc | Yamaha    | GER -   | FRA -   | AUT -   | NAT -   | IOM 3   | YUG -   | NED -   | BEL -   | DDR -  | CZE -   | SWE -   | FIN -   | ESP -   | 10  | 18.º |
| 1972    | 350cc | Honda     | GER -   | FRA -   | AUT -   | NAT -   | IOM Ret | YUG -   | NED -   |         | DDR -  | CZE -   | SWE -   | FIN -   | ESP -   | 0   | –    |
| 1972    | 500cc | Matchless | GER -   | FRA -   | AUT -   | NAT -   | IOM Ret | YUG -   | NED -   | BEL -   | DDR -  | CZE -   | SWE -   | FIN -   | ESP -   | 0   | –    |
| 1973    | 250cc | Yamaha    | FRA -   | AUT -   | GER -   |         | IOM 2   | YUG -   | NED -   | BEL -   | CZE -  | SWE -   | FIN -   | ESP -   |         | 12  | 17.º |
| 1973    | 350cc | Yamaha    | FRA -   | AUT -   | GER -   | NAT -   | IOM 3   | YUG -   | NED -   |         | CZE -  | SWE -   | FIN -   | ESP -   |         | 10  | 20.º |
| 1973    | 500cc | Matchless | FRA -   | AUT -   | GER -   |         | IOM Ret | YUG -   | NED -   | BEL -   | CZE -  | SWE -   | FIN -   | ESP -   |         | 0   | –    |
| 1974    | 250cc | Yamaha    |         | GER -   |         | NAT -   | IOM -   | NED -   | BEL 9   | SWE -   | FIN -  | CZE -   | YUG -   | ESP -   |         | 2   | 38.º |
| 1974    | 350cc | Yamaha    | FRA -   | GER Ret | AUT 9   | NAT -   | IOM -   | NED 8   |         | SWE Ret | FIN 9  |         | YUG -   | ESP -   |         | 7   | 29.º |
| 1974    | 500cc | Yamaha    | FRA 7   | GER Ret | AUT 8   | NAT Ret | IOM -   | NED 10  | BEL 7   | SWE 10  | FIN 6  | CZE -   |         |         |         | 18  | 11.º |
| 1975    | 250cc | Yamaha    | FRA -   | ESP Ret |         | GER -   | NAT -   | IOM 3   | NED -   | BEL 9   | FIN -  | FIN 8   | CZE -   | YUG -   |         | 15  | 14.º |
| 1975    | 350cc | Yamaha    | FRA -   | ESP 10  | AUT Ret | GER -   | NAT -   | IOM Ret | NED 11  |         |        | FIN -   | CZE -   | YUG -   |         | 1   | 47.º |
| 1975    | 500cc | Yamaha    | FRA Ret |         | AUT Ret | GER -   | NAT -   | IOM 2   | NED 7   | BEL 5   | FIN 3  | FIN Ret | CZE Ret |         |         | 32  | 5.º  |
| 1976    | 500cc | Suzuki    | FRA Ret | AUT Ret | NAT -   | IOM 7   | NED 6   | BEL 1   | SWE DNS | FIN -   | CZE -  | GER -   |         |         |         | 24  | 9.º  |
| 1977    | 350cc | Yamaha    | VEN -   |         | GER -   | NAT -   | ESP -   | FRA -   | YUG -   | NED -   |        | SWE -   | FIN -   | CZE -   | GBR 3   | 10  | 22.º |
| 1977    | 500cc | Suzuki    | VEN -   | AUT -   | GER Ret | NAT 16  |         | FRA Ret |         | NED -   | BEL 10 | SWE 8   | FIN Ret | CZE Ret | GBR Ret | 4   | 26.º |
| 1978    | 500cc | Suzuki    | VEN -   | ESP -   | AUT -   | FRA -   | NAT -   | NED Ret | BEL 12  | SWE -   | FIN -  | GBR 12  | GER -   |         |         | 0   | –    |
| Fuente. |       |           |         |         |         |         |         |         |         |         |        |         |         |         |         |     |      |